# Kim Cesarion

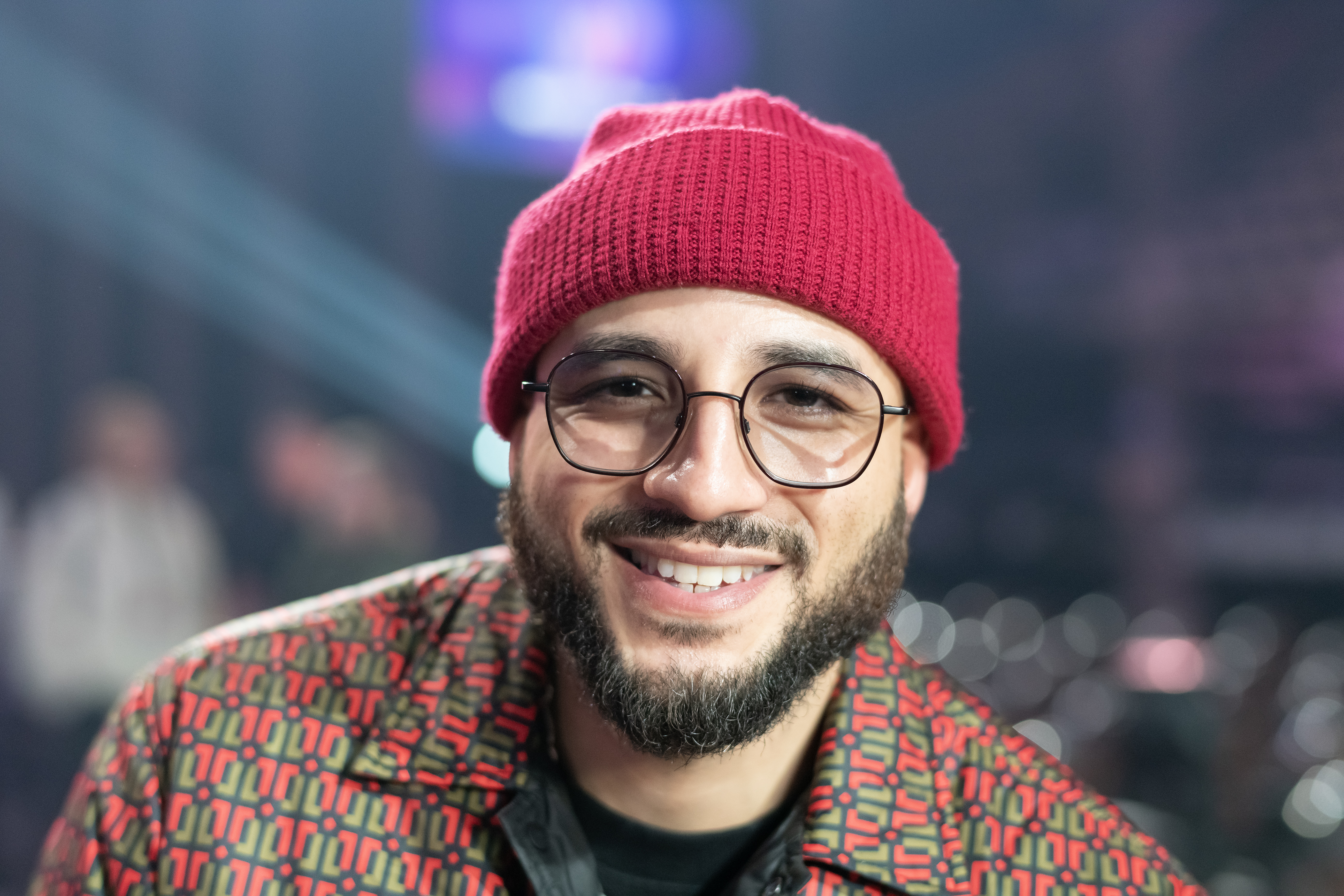
Kim Cesarion på Melodifestivalen 2024 i Växjö

Kim Hugo Leonel Niko Cesarion, född 10 juli 1990 i Sankt Matteus församling, Stockholms län, är en svensk sångare och låtskrivare med svenskt, grekiskt och guadeloupiskt ursprung. 2011 fick han skivkontrakt hos Aristotracks (och Sony Music Sweden för distribution i Sverige, RCA UK för Storbritannien och Columbia för Förenta staterna).
Kim Cesarion är en klassiskt skolad musiker, utbildad vid Lilla Akademien i grundskolan och sedan Rytmus musikgymnasium i Stockholm. Han spelar flera instrument som violin, piano och kontrabas.
Kim Cesarion är välkänd för sin falsett, vilken han använder i låten "Undressed", som släpptes den 22 mars 2013. "Undressed" har sålt platina i både Sverige och Australien. Hans andra singel "Brains Out" släpptes den 6 september 2013 och även i den finns partier med falsett. Tredje singeln "I love this life" släpptes 21 mars 2014.
Kim Cesarions första album, titulerat Undressed, kom ut i Sverige 18 juni 2014 och han har sedan dess släppt ytterligare fyra singlar och en EP på engelska.
2020 släpptes "Plåga mig", Kim Cesarions första singel på svenska som var ett projekt tillsammans med producenten Theodor Arvidsson Kylin som även skrivit låten tillsammans med Felicia Takman.
Cesarion har ett stort intresse för kläder och mode, vilket han berömts för av tidningen Café som hösten 2013 utsåg honom till Sveriges bäst klädda man.
Cesarion deltog i Melodifestivalen 2024 i Växjö med låten "Take my breath away". Han gick inte vidare till finalerna.

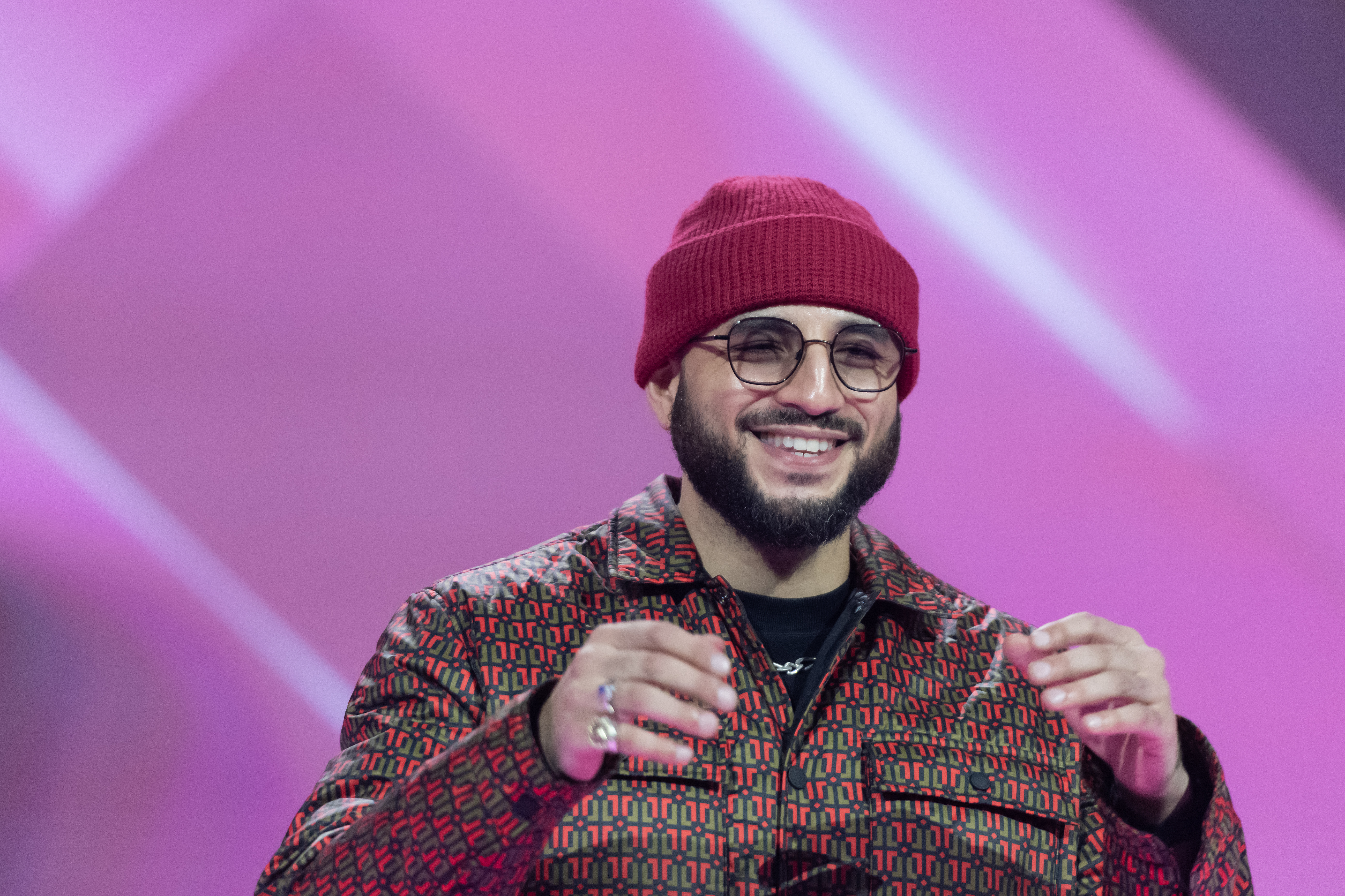
Presspresentation i Växjö
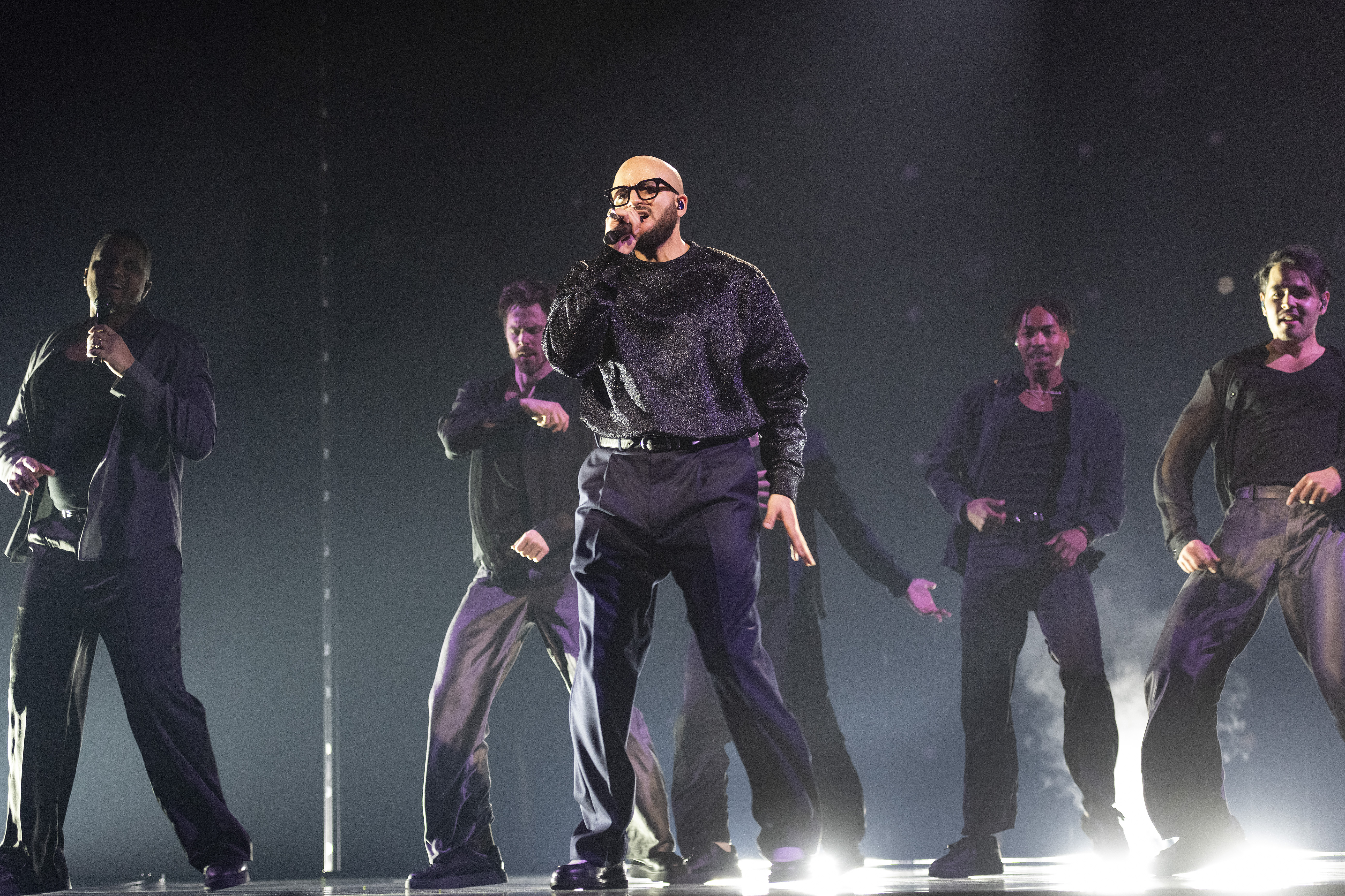
Kim Cesarion på scenen i Växjö
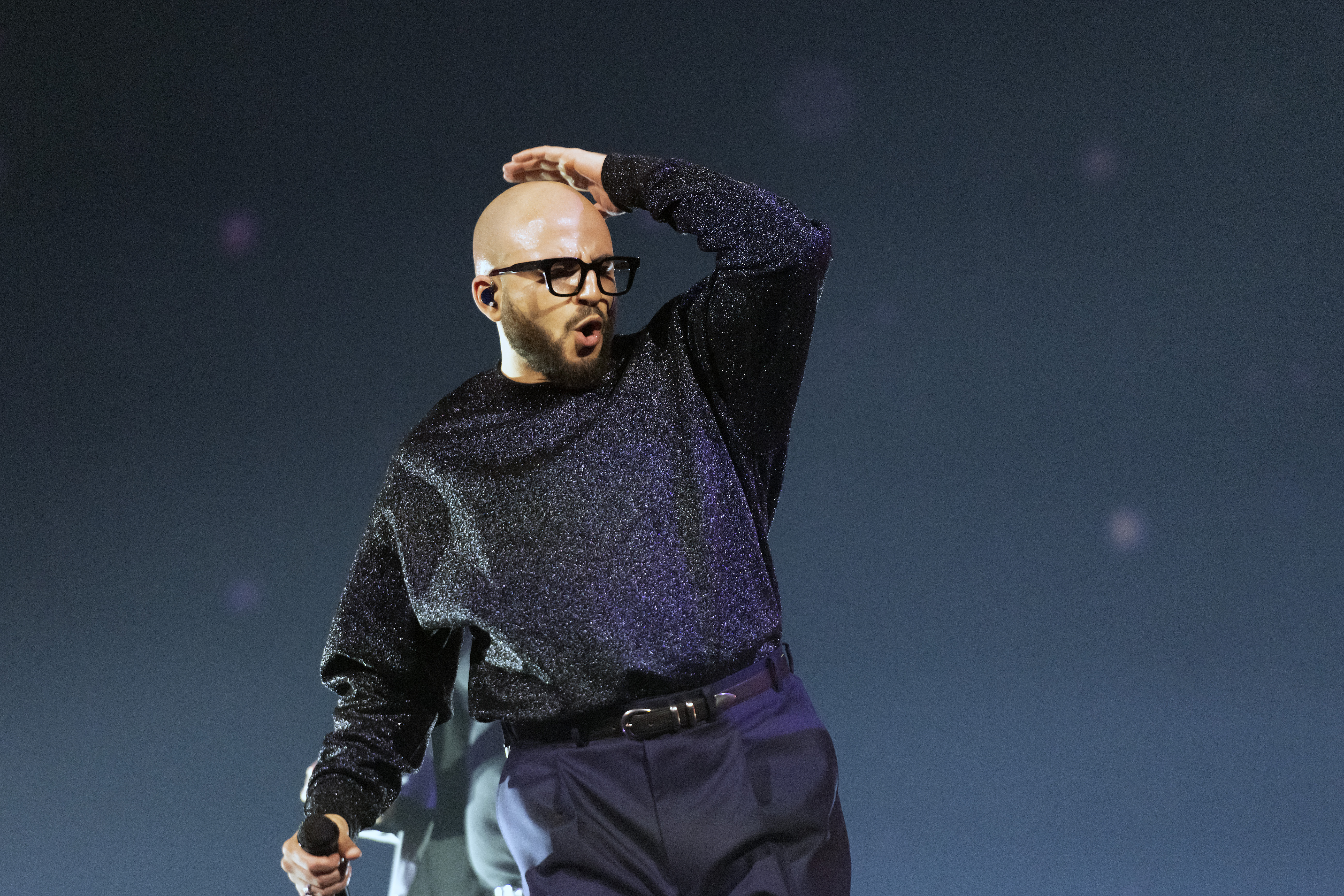
Kim Cesarion på scenen i Växjö
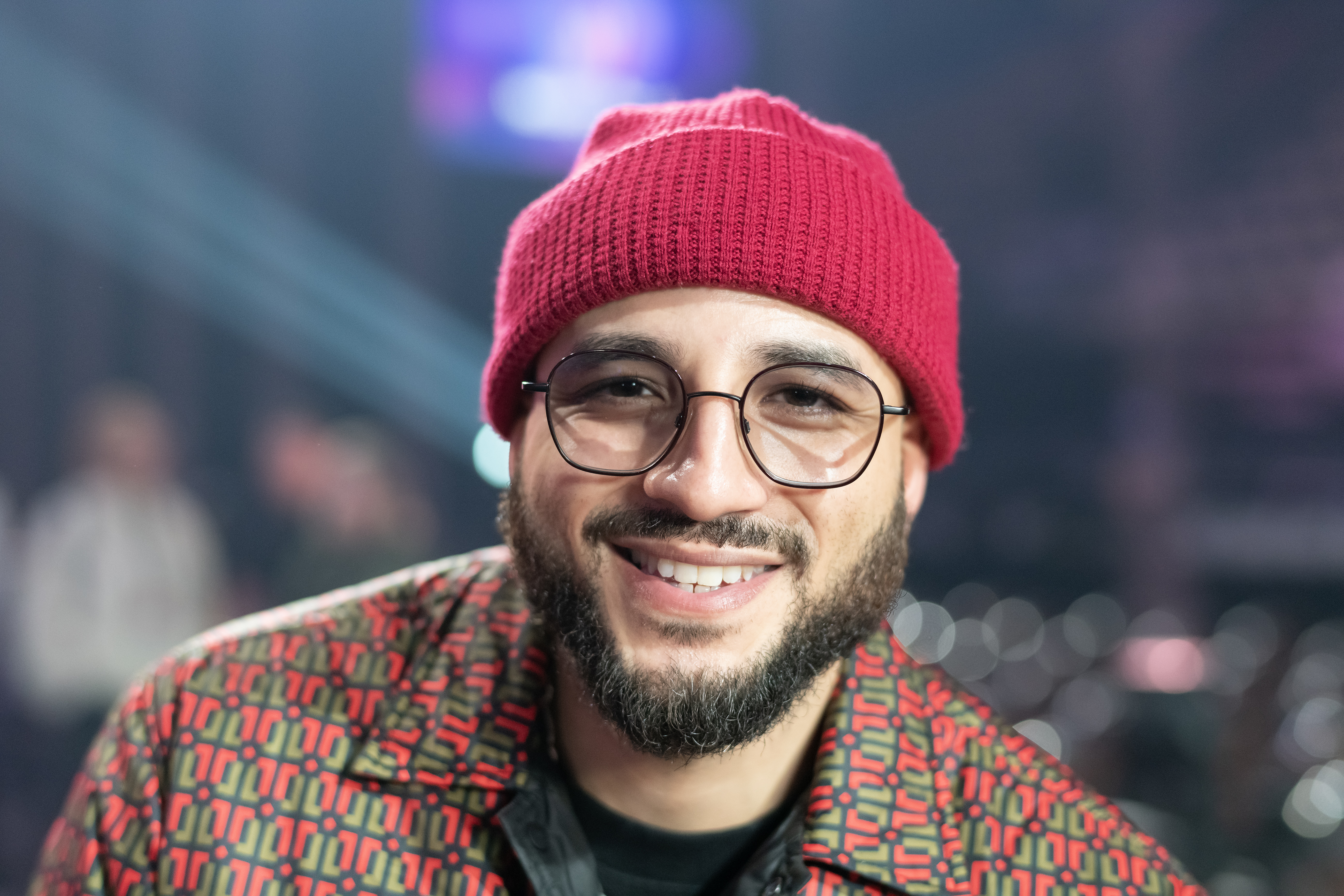
Kim Cesarion på presskonferensen.

## Diskografi
Album
- 2014 – Undressed

Singlar & EP
| År   | Titel              | Listposition | Listposition | Listposition | Listposition | Certifiering                                                      | Album             |
| År   | Titel              | Danmark      | Finland      | Norge        | Sverige      | Certifiering                                                      | Album             |
| ---- | ------------------ | ------------ | ------------ | ------------ | ------------ | ----------------------------------------------------------------- | ----------------- |
| 2013 | "Undressed"        | 6            | 11           | 13           | 7            | DANMARK: Guld SVERIGE: 4x Platina NORGE: Guld AUSTRALIEN: Platina | Undressed (Album) |
| 2013 | "Brains Out"       | 31           |              |              |              |                                                                   | Undressed (Album) |
| 2014 | "I Love This Life" | 25           |              |              | 38           |                                                                   | Undressed (Album) |
| 2016 | "Therapy"          |              |              |              | 74           |                                                                   | Singel            |
| 2018 | "Call On Me"       |              |              |              |              |                                                                   | Bleed (EP)        |
| 2018 | "Water"            |              |              |              |              |                                                                   | Bleed (EP)        |
| 2018 | "Honest"           |              |              |              |              |                                                                   | Bleed (EP)        |
| 2018 | "Bleed"            |              |              |              |              |                                                                   | Bleed (EP)        |
| 2020 | "Plåga mig"        |              |              |              |              |                                                                   | Singel            |